# Meilhac
Meilhac (tiếng Occitan: Melhac) là một xã của tỉnh Haute-Vienne, thuộc vùng Nouvelle-Aquitaine, miền trung nước Pháp.